# Gonophora laevicollis
Gonophora laevicollis es una especie de insecto coleóptero de la familia Chrysomelidae. Fue descrita en 1928 por Uhmann.